# Chris de Graaff
Christiaan Jacobus Julius de Graaff ('s-Hertogenbosch, 13 september 1890 – Amsterdam, 4 februari 1955) was een Nederlands journalist en dichter.
Hij publiceerde onder de naam Chris de Graaff. Hij was redacteur van De Gemeenschap van april 1930 tot en met 1931. Bij uitgeverij De Gemeenschap verscheen van hem Alleenspraak (1931). In 1955 verscheen de verzamelbundel Klagend loflied, dat gedichten bevat uit de bundels: Alleenspraak; Aardes woon en Het tweegevecht.
Van 1919-1928 was hij gehuwd met de journaliste Magdalena ("Enny") Paauw (1900-1996), met wie hij een zoon had. In 1933 trouwde hij voor de derde maal.
In de bezettingstijd probeerde hij zijn baan als hoofd van de kunstredactie van het Algemeen Handelsblad te behouden. Hij had inmiddels een gezin met zes jonge kinderen en moest flink schipperen, maar kwam steeds dieper in nationaalsocialistisch vaarwater terecht. In 1940 werd hij lid van Nationaal Front, een partij die zich tegen de NSB afzette en streefde naar een zelfstandig Groot-Nederland binnen het nieuwe Europa. Toen de Duitsers die partij eind 1941 verboden, werd hij halverwege 1942 onder druk van zijn hoofdredacteur Sjoerd Hoogterp sympathiserend lid van de NSB en uiteindelijk van april tot september 1944 gewoon lid. Bovendien was hij vanaf 1942 "correspondent" van het district Amsterdam van de Nederlandsche Kultuurkamer. Na de oorlog werd hij zwaar gestraft en kreeg hij onder andere tot 1953 een publicatieverbod opgelegd door de Eereraad voor de Letterkunde. (bron: Nationaal Archief, Den Haag)